# Либертад (солунски вестник)
„Либертад“ (на ладино: La Libertad, в превод Свобода) е еврейски ладински вестник, излизал в Солун, тогава в Османската империя от 1908 година.
Вестникът е всекидневник и започва да излиза след реформите на Младотурската революция. Редактор му е Ели Ардити.